# Томылово (Ульяновская область)
Томылово — село в Кузоватовском районе Ульяновской области России.
Относится к Безводовскому сельскому поселению.

## Название
«Томылово» происходит от древнего мордовского «Тумо ало лов» или «Тумолов», что означает «снег под дубом».

## История
Село Томылово основано приблизительно в начале 60-х годов XVI века. 
При создании Симбирского наместничества в 1780 году село Томылово, при реке Томылове, крещеной мордвы, вошло в состав Сызранского уезда.
В 1796 году село вошло в состав Сенгилеевского уезда Симбирской губернии.
В 1859 году село Томылово в 3-м стане Сенгилеевского уезда Симбирской губернии, имеется церковь.
Первый храм в селе был построен в начале XVIII века. Затем, в 1862 году, прихожанами был построен новый  деревянный храм, в 1886 году перестроен заново и обнесён деревянной оградой. Престолов в нём два: главный — во имя Святителя и Чудотворца Николая и придельный — в честь Покрова Пресвятые Богородицы. 
В 1924 году село Томылово в Сызранском уезде Ульяновской губернии. 
С 1928 года в составе в Кузоватовского района Сызранского округа Средне-Волжской области.                                                                                                         
С 1930 года — Средне-Волжского края.
С 1935 года — Куйбышевского края.
С декабря 1936 года — Куйбышевской области.
19 января 1943 года вошло в состав Ульяновской области.
С 2005 года относится к Безводовскому сельскому поселению.

## Население
| Год  | Число дворов | Число жителей | Примечания                                                    |
| ---- | ------------ | ------------- | ------------------------------------------------------------- |
| 1780 |              | 428           | Ревизских душ                                                 |
| 1859 | 250          | 2418          | мужчин — 1159, женского полу — 1259                           |
| 1900 | 525          | 3566          | (1752 м. и 1814 ж.); в том числе раскольников 143 м. и 235 ж. |
| 1924 | 881          | 4442          | мордва, школа 1-й ступени.                                    |
| 2008 |              | 670           |                                                               |

## Известные жители
- Михаил Тимофеевич Тумакшин (1918, Томылово — 1943) — старший лейтенант, Герой Советского Союза.
- Сщмч. Иоанн Ильинский (Иоанн Евфимиевич Ильинский) — священномученик, прослужил в местной церкви 45 лет[6][7].

## Достопримечательности
- Часовня на святом источнике «Томыловский» — часовня находится на юго-восточной окраине села Томылово, рядом с автодорогой Кузоватово-Безводовка-Томылово-Еделево[8][9].

## Улицы
- ул. Заречная, ул. Зеленая, ул. Камышинская, ул. Лесная, ул. Луговая, ул. Молодежная, ул. Набережная, ул. Озерная, ул. Подгорная, ул. Полевая, ул. Пришкольная, ул. Северная, ул. Советская, ул. Сосновая, ул. Тополиная, ул. Учительская, ул. Центральная[10].